# 雅羅斯瓦夫 (名字)
雅羅斯瓦夫（波蘭語：Jarosław，發音：[jaˈrɔ.swaf] ⓘ）是波兰语男性名。它由斯拉夫语元素“Jar”（意为“强壮、凶猛”）和“sław” （意为“荣耀、名望”）组成。小名形式包有雅雷克（Jarek） 。
该名字的女性形式是雅羅斯瓦娃（ [jarɔˈswava]）。
雅羅斯瓦夫相当于捷克语和斯洛伐克语名字“Jaroslav”以及乌克兰语和俄语名字“Ярослав”（均譯爲雅罗斯拉夫） 。

## 著名人物
- 雅羅斯拉夫·雅赫（1994年—），波兰足球运动员
- 雅罗斯瓦夫·卡钦斯基（1949年—），波兰政治人物
- 雅罗斯瓦夫·米卡（1962年—），波兰军官
- 雅羅斯拉夫·涅哥達1995年—），波兰足球运动员
- 雅罗斯瓦夫·罗泽维奇，1973年—），波兰击剑运动员

### 雅罗斯瓦娃
- 雅罗斯瓦娃·比耶达，1937年—），波兰运动员